# Philoscia diminuta
Philoscia diminuta är en kräftdjursart som beskrevs av Gustav Budde-Lund 1893. Philoscia diminuta ingår i släktet Philoscia och familjen Philosciidae. Inga underarter finns listade i Catalogue of Life.